# Coltre
Der Coltre war ein italienisches Flächenmaß im Herzogtum Lucca und für Feldvermessung geeignet.
- 1 Coltre = 4 Quartieri/Viertel = 460 Pertiche quadrati = 40,1005 Ar
- 1 Pertiche = 2,9525 Meter